# Fußball-Weltmeisterschaft
Die FIFA Fußball-Weltmeisterschaft ist ein Fußballwettbewerb für Nationalmannschaften. Alle vier Jahre können sich die Mannschaften für die Endrunde der Weltmeisterschaft qualifizieren. In einem abschließend rund vierwöchigen Turnier wird daraus die beste Nationalmannschaft als Weltmeister ermittelt. Der Weltfußballverband FIFA veranstaltet und vermarktet das Turnier unter dem offiziellen Label FIFA World Cup bzw. FIFA Fussball-Weltmeisterschaft. Das jeweilige Gastgeberland richtet das Turnier aus. Gemessen an der Zahl der TV-Zuschauer ist dieses Endrundenturnier die weltweit größte Sportveranstaltung und gilt neben den Olympischen Spielen als das bedeutendste Sportereignis überhaupt.
2022 fand die 22. Austragung vom 20. November bis zum 18. Dezember im arabischen Golfstaat Katar statt. Die nächste Endrunde soll im Juni und Juli 2026 in Kanada, Mexiko und den USA ausgetragen werden.

## Geschichte
| Jahr | FIFA-Fußball-Weltmeister |
| ---- | ------------------------ |
| 1930 | Uruguay                  |
| 1934 | Italien                  |
| 1938 | Italien (2)              |
| 1950 | Uruguay (2)              |
| 1954 | BR Deutschland           |
| 1958 | Brasilien                |
| 1962 | Brasilien (2)            |
| 1966 | England                  |
| 1970 | Brasilien (3)            |
| 1974 | BR Deutschland (2)       |
| 1978 | Argentinien              |
| 1982 | Italien (3)              |
| 1986 | Argentinien (2)          |
| 1990 | BR Deutschland (3)       |
| 1994 | Brasilien (4)            |
| 1998 | Frankreich               |
| 2002 | Brasilien (5)            |
| 2006 | Italien (4)              |
| 2010 | Spanien                  |
| 2014 | Deutschland (4)          |
| 2018 | Frankreich (2)           |
| 2022 | Argentinien (3)          |

Die Zeit des organisierten Fußballs begann 1863 mit der Gründung der englischen Football Association (FA) in London, die sich in ihren Regeln für den Association Football erstmals in der Geschichte verbindlich vom Rugby Football abgrenzte und so zum Beispiel das kontrovers diskutierte Handspiel verbot, was zu Austritten aus dem neuen Verband und zum Rückzug des Schatzmeisters führte. Am 9. Januar 1864 fand mit ausgewählten Spielern das weltweit erste Fußballspiel nach den Regeln der FA statt. Zu diesem Zeitpunkt war das britische Empire die einflussreichste Macht der Welt. Es hatte weltweit Stützpunkte und britische Schiffe waren in jedem Hafen zu finden. Diese historische Besonderheit war die Grundlage für die weltweite Verbreitung der englischen Fußballregeln innerhalb einer Generation. Die ersten Spiele außerhalb der Britischen Inseln wurden unter anderem in Seehäfen von britischen Matrosen organisiert.
Während des ausgehenden 19. Jahrhunderts wurden in Europa und Amerika viele Nationalverbände gegründet, was erstmals die Organisation internationaler Begegnungen ermöglichte. Das erste Spiel zwischen Vertretern nationaler Verbände fand am 30. November 1872 auf dem Hamilton Crescent, im heutigen Glasgower Stadtteil Partick, zwischen Schottland und England statt, die Begegnung endete torlos.
Am 1. Mai 1904 kam es in Uccle/Ukkel in Belgien zum ersten Länderspiel zwischen den Nationalmannschaften Belgiens und Frankreichs (3:3). Dabei wurde angeregt, eine internationale Fußballorganisation zu gründen. Am 21. Mai 1904 wurde dann durch Robert Guérin, dem Sekretär der Fußballabteilung der Union des sociétés françaises de sports athlétiques, und Carl Anton Wilhelm Hirschmann, dem Sekretär des Nederlandse Voetbal Bond, in Paris die FIFA gegründet und damit ein rein nationales Denken der Verbände verhindert. Dennoch sollte es viele Jahrzehnte dauern, bis die FIFA sich gegen die Vormacht der englischen FA behaupten konnte und bis die amerikanischen Verbände einen bedeutenden Einfluss auf die von den europäischen Verbänden geprägte Politik der FIFA nehmen konnten.
Im Juli 1905 fand der zweite FIFA-Kongress statt und Vizepräsident Carl Anton Wilhelm Hirschmann machte den Vorschlag für ein Weltturnier. Für diese rein europäische Veranstaltung hatte er bereits einen Spielplan erstellt, Austragungsland sollte die Schweiz sein. Die Kongressteilnehmer waren begeistert, aber vielen Worten folgten wegen ausbleibenden Interessenten keine Taten.
Bis zur ersten Fußball-WM 1930 in Uruguay hatten die Olympiaturniere quasi den Stellenwert einer Weltmeisterschaft. Aus Sicht der Olympiaverantwortlichen war Fußball für die Spiele ungeeignet, da es sich nicht um eine Wettkampfsportart, sondern nur um ein Spiel handelte, und sie betrachteten diese Sportart als Showeinlage. 1896 war Fußball nicht im olympischen Programm, und vier Jahre später in Paris waren nur drei Vereinsmannschaften aus Frankreich, Belgien und Großbritannien für einen Demonstrationswettbewerb anwesend. 1904 in St. Louis traten drei nordamerikanische Mannschaften gegeneinander an.
Ein Glücksfall für die Zukunft des internationalen Fußballs war die Vergabe der Spiele an London 1908. Im Heimatland des Fußballs konnte man eine professionelle Organisation durch die FA erwarten. Außerdem wurde die FIFA mittlerweile vom Briten Daniel Burley Woolfall angeführt. Neben Großbritannien stellten die Verbände aus Dänemark, Schweden und den Niederlanden eine Mannschaft auf. Frankreich schickte sogar zwei Teams in die britische Hauptstadt. Sieger wurden überzeugend die Engländer, die im Finale Dänemark, die damals stärkste Mannschaft Kontinentaleuropas, besiegten. 1912 nahmen bereits elf Mannschaften am olympischen Fußballturnier teil. Die Finalbegegnung wiederholte sich, mit einem 4:2 konnten die Engländer erneut die Goldmedaille erringen.
Die für 1916 geplanten Olympischen Spiele fanden aufgrund des Ersten Weltkriegs nicht statt.
1920 war Antwerpen der Mittelpunkt der Fußballwelt, und 14 Mannschaften kämpften um den Olympiasieg. Im Finale standen sich Belgien und die Tschechoslowakei gegenüber. Während des Spiels fühlten sich die Tschechoslowaken vom Schiedsrichter benachteiligt und verließen das Spielfeld, Belgien wurde zum Sieger erklärt. Die Olympischen Spiele 1924 wurden zum ersten Weltturnier des Fußballs. Neben den Europäern schickte Ägypten ein Team. Ebenfalls dabei war eine US-amerikanische Auswahl, die allerdings zum Großteil aus europäischen Einwanderern bestand, sowie das siegreiche Team aus Uruguay.
Die unerwartet überlegene Vorstellung des südamerikanischen Fußballs vier Jahre zuvor führte dazu, dass vor dem olympischen Turnier von 1928 viele Mannschaften aus Südamerika zu Gastspielen in Europa eingeladen wurden. Die Olympiateilnehmer mussten Amateure sein, was zur Absage einiger wichtiger Länder führte. Der FIFA war zunehmend klar, dass die Amateurregel des IOC ein Problem darstellte. Deshalb entschied sie sich am 28. Mai 1929 für die Organisation einer eigenständigen Weltmeisterschaft, nachdem FIFA-Präsident Jules Rimet und der uruguayische Mäzen Enrique Buero schon seit 1924 darauf hingearbeitet hatten. Neben Uruguay wollten auch einige europäische Länder diese Veranstaltung ermöglichen. Deren Gruppe wurde rasch kleiner, und am Ende waren nur noch Italien, Ungarn und Uruguay übrig. Der argentinische Delegierte Adrian Beccar Varela hielt eine Rede für sein Nachbarland, was die beiden europäischen Mitbewerber überzeugte. Somit wurde Montevideo zum Austragungsort der ersten Fußball-Weltmeisterschaft bestimmt.

## Regelwerk

### Bezeichnung
Die offizielle deutschsprachige Schreibweise der Fußball-Weltmeisterschaft ist FIFA Fussball-Weltmeisterschaft. Dabei entspricht zwar die Schreibweise des Bestandteils Fussball der amtlichen Regelung der deutschen Rechtschreibung im schweizerischen Geltungsbereich (§ 25 E2, der Weltfußballverband FIFA hat seinen Hauptsitz in Zürich, Schweiz), nicht aber das Leerzeichen hinter FIFA (s. § 44, Abs. 1).

### Vergabeverfahren zum Austragungsort

Ausrichter der WM
dunkelgrün: 2×, hellgrün: 1×, schwach hervorgehoben: zukünftige, dunkelgrau: Ausrichtung abgesagt

Über den Austragungsort einer Fußball-Weltmeisterschaft entscheidet der Exekutiv-Ausschuss der FIFA. Bei Stimmengleichheit zählt die Stimme des FIFA-Präsidenten doppelt. Von 1958 bis 2010 fanden alle Fußball-Weltmeisterschaften immer abwechselnd in Europa und einem anderen Kontinent statt.
Im Jahr 2000 beschloss die FIFA ein sogenanntes Rotationsverfahren, demzufolge Weltmeisterschaften ab 2010 im regelmäßigen Wechsel zwischen den sechs Kontinentalverbänden stattfinden werden. Dieses Verfahren wurde 2007 durch das Exekutivkomitee wieder abgeschafft. Ausgeschlossen sind nur die Kontinentalverbände, in welchen die letzten beiden Weltmeisterschaften stattgefunden haben. Für die Fußball-Weltmeisterschaft 2018 bedeutete dies, dass Länder aus dem Afrikanischen Fußballverband und dem Südamerikanischen Fußballverband als Gastgeber ausgeschlossen waren. Am 19. Dezember 2008 beschloss das FIFA-Exekutivkomitee auf seiner Sitzung in Tokio, die WM 2018 und die WM 2022 gleichzeitig zu vergeben. Mit den seit 2016 geltenden FIFA-Statuten besteht die einzige Einschränkung darin, eine Fußball-Weltmeisterschaft nicht zweimal nacheinander an Mitglieder derselben Konföderation zu vergeben.

### Qualifikation
Um an der Endrunde der Fußball-Weltmeisterschaft teilnehmen zu dürfen, müssen sich die Mannschaften in der Regel in der Qualifikationsrunde durchsetzen. Nur das Gastgeberland ist automatisch bei der Endrunde startberechtigt. Bei den Endrunden von 1938 bis einschließlich 2002 war neben dem Gastgeberland auch der amtierende Weltmeister automatisch qualifiziert.
Die Qualifikation wird innerhalb der einzelnen Kontinentalverbände ausgetragen. Jedem Kontinentalverband steht eine festgelegte Zahl an Endrundenteilnehmern zu, wobei es auch „halbe“ Startplätze gibt, die sich in einer interkontinentalen Relegation durchsetzen müssen.
Der Modus in den Qualifikationsturnieren ist von Kontinent zu Kontinent unterschiedlich. So spielen in der südamerikanischen Zone alle zehn Nationalmannschaften in einer Gruppe. Die vier besten Teams der Gruppe sind für die Endrunde qualifiziert, während die fünftplatzierte Nationalmannschaft in Relegationsspielen gegen einen nordamerikanischen Vertreter um einen weiteren Startplatz spielt. In den anderen Kontinentalverbänden werden die Teilnehmer auch in Gruppenspielen oder im K.-o.-System ermittelt.

### Endrunde
Die qualifizierten Mannschaften spielen mit dem vorher bestimmten Gastgeberland in einem ca. vier Wochen dauernden Wettstreit um den Titel des Weltmeisters, welcher alle vier Jahre vergeben wird. Der Modus der Endrunde wurde im Lauf der Geschichte mehrfach verändert. Frühere Modi sind weiter unten beschrieben. Der aktuell gültige Modus ist seit 1998 im Einsatz.
In der ersten Turnierphase (Gruppenphase) sind die Mannschaften nach dem Zufallsprinzip in mehrere Gruppen mit jeweils vier Mannschaften unterteilt, wobei einige Mannschaften nach gewissen Kriterien (Gastgeber, Weltmeister, FIFA-Rangliste) gesetzt und die anderen Mannschaften aus vorwiegend regional orientierten Lostöpfen gezogen werden. Dadurch soll verhindert werden, dass in der Gruppenphase bereits die Turnierfavoriten aufeinandertreffen oder eine Gruppe nur aus Nationalmannschaften eines Kontinents besteht.
Jedes Team hat in der Gruppenphase drei Spiele gegen seine Gruppengegner zu bestreiten. Wie im Fußball weltweit Standard, bringt ein Sieg drei Punkte (seit 1994, vorher zwei), ein Unentschieden einen Punkt und eine Niederlage keinen Punkt. Die beiden letztplatzierten Mannschaften jeder Gruppe scheiden nach den drei Spielen der Gruppenphase aus. Bei Punktgleichheit von zwei oder mehr Mannschaften wird die Rangfolge in der Gruppe gemäß Art. 42 Ziffer 5 der FIFA-Regeln für die WM 2014 folgendermaßen ermittelt: Erstes Kriterium ist die Tordifferenz aus allen Gruppenspielen. Sollte diese gleich sein, zählt die höhere Zahl der in allen Gruppenspielen erzielten Tore. Sollten zwei oder mehr Mannschaften in allen diesen Kriterien übereinstimmen, entscheidet der direkte Vergleich dieser Mannschaften (wieder in der Reihenfolge Punkte, Tordifferenz und Anzahl der geschossenen Tore aus den Spielen dieser Mannschaften untereinander) und letztlich das Los.
In den kommenden Runden gilt das K.-o.-System, d. h. nur der Sieger kommt in die jeweils nächste Runde. Steht es nach Ablauf der regulären 90-minütigen Spielzeit unentschieden, geht das Spiel in die Verlängerung. Für die Entscheidung in der Verlängerung galt zwischenzeitlich die Golden-Goal-Regel. Seit der WM 2006 findet die Verlängerung wieder in klassischer Form statt: Nach einer Pause von fünf Minuten wird ohne weitere Pause (nur mit Seitenwechsel) zwei Mal 15 Minuten gespielt. Die Mannschaft, die in der Verlängerung mehr Tore erzielt, hat gewonnen. Sollte nach der Verlängerung immer noch kein Sieger feststehen, entscheidet ein Elfmeterschießen.
Nachdem in der Gruppenphase die Hälfte der Mannschaften ausgeschieden sind, verbleiben 16 Teams, die in den Achtelfinalspielen um ein Weiterkommen kämpfen. Dabei spielt jeder Gruppenerste gegen den Gruppenzweiten einer anderen Gruppe. Die Sieger der Achtelfinals bestreiten eines von vier Spielen, die als Viertelfinale bezeichnet werden. Die vier Sieger dieser Partien dürfen in eines von zwei Halbfinalen einziehen.
Die beiden Verlierer der Halbfinalspiele bestreiten das Spiel um den dritten Platz der WM, welches am Vorabend des Finalspiels stattfindet und auch als „Kleines Finale“ bezeichnet wird. Das Finale der Fußball-Weltmeisterschaft ist eines der prestigeträchtigsten und beliebtesten sportlichen Ereignisse, die ein Fußballspieler erleben kann. Das Siegerteam des Finalspiels bekommt den Pokal und darf sich für vier Jahre Weltmeister nennen.

### Der Austragungsmodus im Wandel
| Jahr | Ausrichter               | Turnierform                             | Turnierform                                                            |
| Jahr | Ausrichter               | (1.) Gruppenphase                       | Finalrunde                                                             |
| ---- | ------------------------ | --------------------------------------- | ---------------------------------------------------------------------- |
| 1930 | Uruguay                  | 1 Gruppe à 4 3 Gruppen à 3              | Halbfinale Finale                                                      |
| 1934 | Italien                  |                                         | Achtelfinale Viertelfinale Halbfinale Platz 3/Finale                   |
| 1938 | Frankreich               |                                         | Achtelfinale Viertelfinale Halbfinale Platz 3/Finale                   |
| 1950 | Brasilien                | 2 Gruppen à 4 1 Gruppe à 3 1 Gruppe à 2 | 1 Gruppe à 4                                                           |
| 1954 | Schweiz                  | 4 Gruppen à 4                           | Viertelfinale Halbfinale Platz 3/Finale                                |
| 1958 | Schweden                 | 4 Gruppen à 4                           | Viertelfinale Halbfinale Platz 3/Finale                                |
| 1962 | Chile                    | 4 Gruppen à 4                           | Viertelfinale Halbfinale Platz 3/Finale                                |
| 1966 | England                  | 4 Gruppen à 4                           | Viertelfinale Halbfinale Platz 3/Finale                                |
| 1970 | Mexiko                   | 4 Gruppen à 4                           | Viertelfinale Halbfinale Platz 3/Finale                                |
| 1974 | BR Deutschland           | 4 Gruppen à 4                           | 2 Gruppen à 4 Platz 3/Finale                                           |
| 1978 | Argentinien              | 4 Gruppen à 4                           | 2 Gruppen à 4 Platz 3/Finale                                           |
| 1982 | Spanien                  | 6 Gruppen à 4                           | 4 Gruppen à 3 Halbfinale Platz 3/Finale                                |
| 1986 | Mexiko                   | 6 Gruppen à 4                           | Achtelfinale Viertelfinale Halbfinale Platz 3/Finale                   |
| 1990 | Italien                  | 6 Gruppen à 4                           | Achtelfinale Viertelfinale Halbfinale Platz 3/Finale                   |
| 1994 | USA                      | 6 Gruppen à 4                           | Achtelfinale Viertelfinale Halbfinale Platz 3/Finale                   |
| 1998 | Frankreich               | 8 Gruppen à 4                           | Achtelfinale Viertelfinale Halbfinale Platz 3/Finale                   |
| 2002 | Südkorea Japan           | 8 Gruppen à 4                           | Achtelfinale Viertelfinale Halbfinale Platz 3/Finale                   |
| 2006 | Deutschland              | 8 Gruppen à 4                           | Achtelfinale Viertelfinale Halbfinale Platz 3/Finale                   |
| 2010 | Südafrika                | 8 Gruppen à 4                           | Achtelfinale Viertelfinale Halbfinale Platz 3/Finale                   |
| 2014 | Brasilien                | 8 Gruppen à 4                           | Achtelfinale Viertelfinale Halbfinale Platz 3/Finale                   |
| 2018 | Russland                 | 8 Gruppen à 4                           | Achtelfinale Viertelfinale Halbfinale Platz 3/Finale                   |
| 2022 | Katar                    | 8 Gruppen à 4                           | Achtelfinale Viertelfinale Halbfinale Platz 3/Finale                   |
| 2026 | Kanada Mexiko USA        | 12 Gruppen à 4                          | Sechzehntelfinale Achtelfinale Viertelfinale Halbfinale Platz 3/Finale |
| 2030 | Spanien Portugal Marokko | noch offen                              | noch offen                                                             |
| 2034 | Saudi-Arabien            | noch offen                              | noch offen                                                             |

Der Austragungsmodus der Fußballweltmeisterschaften wurde mehrmals geändert. Das erste Turnier 1930 sollte eigentlich komplett im K.-o.-System durchgeführt werden. Da aber nur 13 Mannschaften angereist waren, entschloss man sich, vor dem Start zunächst eine Gruppenphase mit drei Gruppen à drei und einer Gruppe à vier Mannschaften durchzuführen. Dies sollte für die langwierig per Schiff angereisten vier europäischen Teams auch garantieren, dass sie nicht unmittelbar die Rückreise antreten mussten. Die Zusammensetzung der Gruppen wurde nach Ankunft aller Teilnehmer kurz vor dem Turnier gelost. Die Sieger der vier Gruppen spielten im Halbfinale gegeneinander, die beiden Sieger bestritten das Finale. Zum einzigen Mal in der WM-Geschichte wird das Spiel um Platz 3 noch nicht ausgetragen.
1934 und 1938 wurde das Turnier, beginnend mit einem Achtelfinale, komplett im K.-o.-System durchgeführt, wobei alle Partien einer Runde zeitgleich stattfanden. Bei einem Unentschieden nach Verlängerung gab es einen Tag (1934) bzw. zwei bis fünf Tage (1938) später ein Wiederholungsspiel. Danach hätte ggf. das Los entschieden. 1934 musste sich der Gastgeber Italien erst sportlich qualifizieren, der Titelverteidiger Uruguay verzichtete aus Protest gegen ein Turnier in Europa; 1938 fiel durch den Anschluss Österreichs eine Mannschaft weg und die Spieler der österreichischen Mannschaft wurden stattdessen Teil der deutschen Nationalmannschaft.
Nach dem Zweiten Weltkrieg kehrte man 1950 zum Gruppenmodus in der Vorrunde zurück. Da drei qualifizierte Mannschaften auf die Teilnahme verzichteten, gab es zwei Gruppen mit vier, eine Gruppe mit drei und eine mit lediglich zwei Teams, also einer einzigen Partie. Dies stieß in der nächsten Runde auf Kritik, da die uruguayische Mannschaft damit nur ein Spiel absolviert hatte, während es bei der Brasilianischen drei Spiele waren. Die vier Gruppensieger spielten anschließend in einer weiteren Gruppenrunde den Weltmeister aus, so dass es kein offizielles Endspiel gab. Jedoch ergab es sich, dass im dritten Spiel die beiden bestplatzierten Mannschaften aufeinandertrafen. Den bis heute einmaligen Modus hatte zur damaligen Zeit noch der Ausrichter des Turniers bestimmt.
1954 wurde die Vorrunde in einem sehr ungewöhnlichen Gruppenmodus mit vier Gruppen durchgeführt: Pro Gruppe waren zwei Teams gesetzt, die gar nicht gegeneinander spielen mussten. Endeten Spiele in der Gruppenphase remis, wurden sie um zweimal 15 Minuten verlängert, bevor das Endergebnis zählte. Bei Punktgleichheit des Zweiten und Dritten gab es ein Entscheidungsspiel, zwischen dem Ersten und Zweiten einen Losentscheid. Das Torverhältnis spielte keine Rolle. Der Versuch, favorisierte Mannschaften durch den Setzmodus in der Vorrunde zu schonen, führte jedoch nur zu geringen Punkteausbeuten, die insgesamt je zwei Entscheidungsspiele und Losentscheide notwendig machten. Anschließend fand eine K.-o.-Runde statt, bei der die teils gelosten Gruppensieger gegen die Zweiten spielten. Erstmals trugen die Mannschaften feste Rückennummern.
1958 wurde die Vorrunde ebenfalls im Gruppenmodus, aber ohne gesetzte Teams gespielt, bei Punktgleichheit gab es aber weiterhin direkt Entscheidungsspiele. Die K.-o.-Runde wurde wieder im Überkreuzvergleich (Erster gegen Zweiter einer anderen Gruppe) durchgeführt.
1962 bis 1970 wurde für die Ermittlung der Gruppensieger und -zweiten bei Punktgleichheit erstmals das Torverhältnis (Quotient) herangezogen, seit 1974 ist es die Tordifferenz, so wie heute noch üblich. 1970 wurden die Gelbe und die Rote Karte sowie die Möglichkeit zu zwei Auswechslungen eingeführt.
1974 und 1978 folgte nach der Vorrunde mit 16 Mannschaften eine Zwischenrunde, in der je zwei Gruppensieger und Gruppenzweite in zwei Gruppen wieder jeder gegen jeden die Endspielteilnehmer ausspielten. Die beiden Zwischenrundenzweiten spielten den dritten Platz aus. Es gab also keine Halbfinalspiele.
1982 wurde erstmals ein Turnier mit 24 Mannschaften durchgeführt. Nach der Vorrunde im nun üblichen Gruppenmodus erfolgte eine Zwischenrunde mit vier Gruppen à drei Mannschaften. Die Gruppensieger spielten im Halbfinale gegeneinander die beiden Finalisten aus. Bei diesem Turnier wurde auch erstmals ein Elfmeterschießen durchgeführt, wenn ein Spiel nach Verlängerung noch remis stand.
1986 bis 1994 qualifizierten sich neben den sechs Gruppensiegern und Gruppenzweiten noch die vier besten Gruppendritten für das erstmals seit 1938 ausgetragene Achtelfinale.
Seit 1998 wird das Turnier mit 32 Mannschaften durchgeführt. Für das Achtelfinale qualifizieren sich die acht Gruppensieger und -zweiten, wobei zwei Mannschaften aus derselben Gruppe erst wieder im Finale bzw. im Spiel um den dritten Platz aufeinandertreffen können. 2002 jedoch sollte verhindert werden, dass die beiden Veranstalter (Japan und Südkorea) zu früh aufeinandertreffen können, wodurch zwei Mannschaften aus der gleichen Gruppe (Brasilien und Türkei) im Halbfinale erneut gegeneinander spielten. Außerdem gab es 1998 und 2002 das Golden Goal, was bedeutete, dass eine Verlängerung durch das erste erzielte Tor automatisch vor Spielende entschieden wurde.
Seit 2006 ist der amtierende Weltmeister nicht mehr automatisch qualifiziert, sondern nur der Gastgeber.
Am 10. Januar 2017 beschloss die FIFA, dass ab 2026 48 Mannschaften in insgesamt 16 Gruppen zu je drei Mannschaften teilnehmen werden, wobei sich die beiden Gruppenbesten für die K.-o.-Phase qualifizieren sollten. Die Zahl der Vorrundenspiele bliebe damit gleich (48 Spiele), es käme jedoch im K.-o.-System die Sechzehntelfinalrunde mit 16 zusätzlichen Spielen hinzu, so dass die Gesamtzahl der Spiele von 64 auf 80 steigen würde. Am 14. März 2023 wurde auf dem 73. FIFA-Kongress in Kigali die Aufstockung der Spiele auf insgesamt 104 Partien beschlossen. Der Modus sieht zunächst eine Gruppenphase mit zwölf Vierer-Gruppen vor; das Turnier soll 40 Tage dauern.

### Trophäen

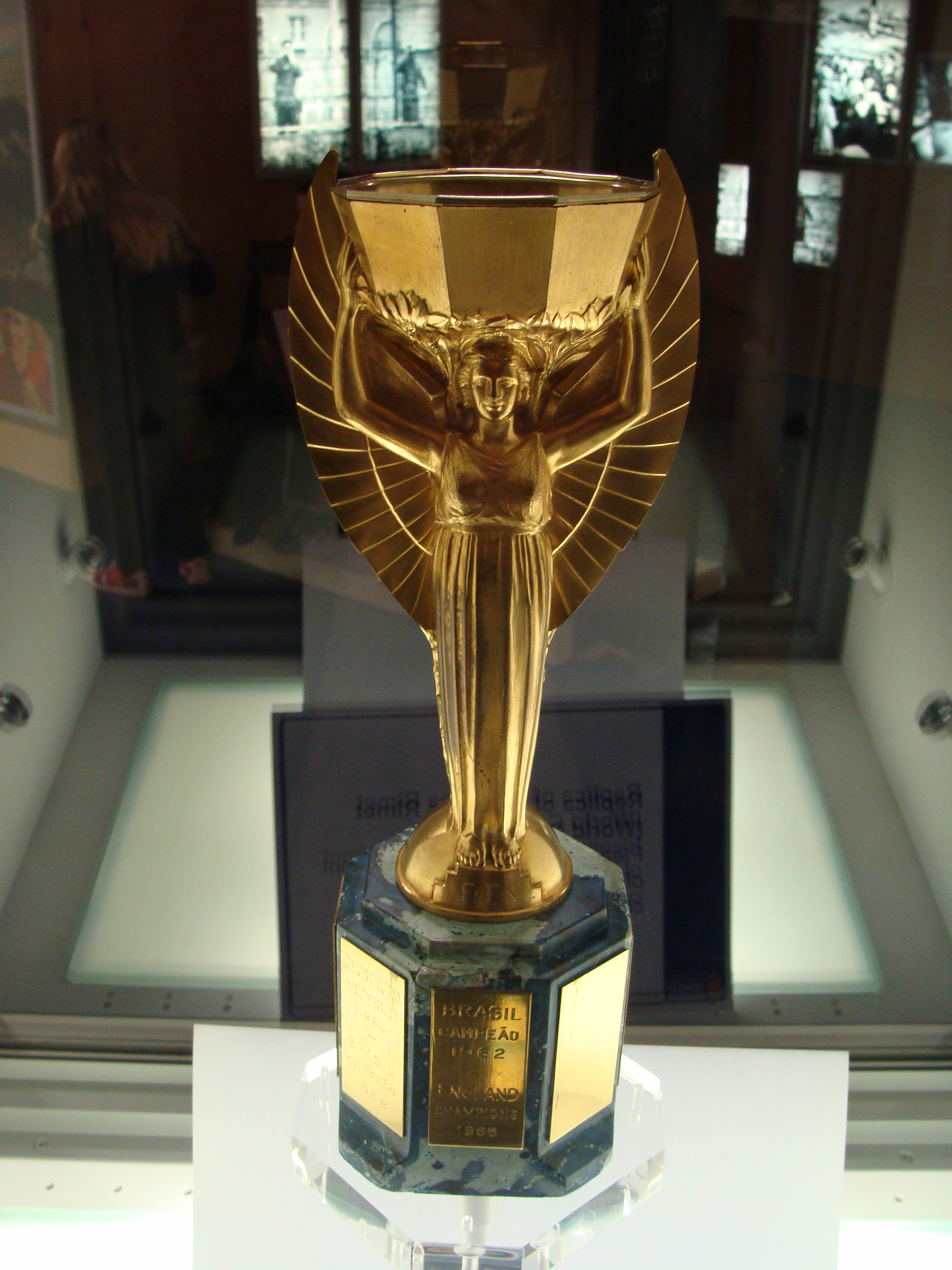
Eine Replik des Jules-Rimet-Pokals (2009), ausgestellt seit 2012 im National Football Museum in Preston. Es war von 1930 bis 1970 die Siegestrophäe der Fußball-Weltmeisterschaft. Die originale Trophäe wurde an Brasilien 1970 nach ihrem dritten WM-Sieg dauerhaft vergeben, sie wurde 1983 gestohlen und gilt seitdem als verschollen.

Bei der ersten Fußballweltmeisterschaft 1930 wurde bekannt gegeben, dass derjenige Verband, dessen Auswahl den Weltpokal dreimal gewinnt, diesen behalten dürfe. Durch den dritten WM-Gewinn der brasilianischen Nationalmannschaft 1970 ging die Trophäe, welche 1946 nach dem FIFA-Präsidenten Coupe Jules Rimet benannt worden war, in den Besitz des Brasilianischen Fußballverbandes über. Das Original wurde 1983 gestohlen und vermutlich eingeschmolzen.
Aus 53 Entwürfen wurde der vom Italiener Silvio Gazzaniga entworfene FIFA-WM-Pokal ausgewählt, der seit 1974 an den Turniersieger vergeben wird. Der Wanderpokal ist 36,8 cm hoch, wiegt 6175 g und besteht aus 18-karätigem Gold sowie zwei Ringen aus Malachit. Zunächst durfte der amtierende Fußball-Weltmeister den Pokal bis zur nächsten WM behalten. Nun muss der Original-Pokal auf Verlangen der FIFA spätestens bei der Abreise aus dem Gastgeberland der Endrunde der FIFA zurückgegeben werden. Der Weltmeister erhält eine vergoldete Replik. Auch die Replik bleibt Eigentum der FIFA und muss dieser auf Verlangen zurückgegeben werden. Seit 2006 wird der Pokal vor jeder Endrunde im Rahmen der „FIFA World Cup Trophy Tour“ auf eine mehrmonatige Weltreise geschickt und anschließend im Gastgeberland präsentiert.
Die Mannschaften auf dem ersten, zweiten und dritten Platz bekommen Medaillen aus Gold, Silber oder Bronze.

## Erstteilnahmen
Insgesamt sind in der FIFA 211 nationale Fußballverbände registriert (Stand: 13. Mai 2016). Bis einschließlich der WM 2022 waren 80 dieser Verbände bei einer Weltmeisterschafts-Endrunde mit einer eigenen Auswahl vertreten. Die folgende Liste gibt einen Überblick der WM-Premieren aller bisherigen Teilnehmer einschließlich der zum jeweiligen Zeitpunkt gültigen Bezeichnung ihres Staates bzw. Teilstaates.
- Fett geschriebene Mannschaften wurden bei ihrer ersten Teilnahme Weltmeister.
- mit einem * gekennzeichnete Mannschaften waren bei ihrer ersten Teilnahme gleichzeitig Ausrichter.
- Kursiv geschriebene Mannschaften gehörten zum Rechtsnachfolger aufgelöster Staaten bzw. Verbände und hatten in der offiziellen FIFA-Statistik die vollständigen Ergebnisse und Titel ihrer Vorgänger übernommen (siehe auch Fußnoten).

| Jahr | Erstteilnehmer          | Erstteilnehmer        | Erstteilnehmer       | Erstteilnehmer         |
| ---- | ----------------------- | --------------------- | -------------------- | ---------------------- |
| 1930 | Argentinien             | Belgien               | Bolivien             | Brasilien              |
| 1930 | Chile                   | Frankreich            | Jugoslawien          | Mexiko                 |
| 1930 | Paraguay                | Peru                  | Rumänien             | Uruguay *              |
| 1930 | USA                     |                       |                      |                        |
| 1934 | Ägypten                 | Deutschland           | Königreich Italien * | Niederlande            |
| 1934 | Österreich              | Schweden              | Schweiz              | Spanien                |
| 1934 | Tschechoslowakei        | Ungarn                |                      |                        |
| 1938 | Kuba                    | Niederländisch-Indien | Norwegen             | Polen                  |
| 1950 | England                 |                       |                      |                        |
| 1954 | Schottland              | Südkorea              | Türkei               |                        |
| 1958 | Nordirland              | Sowjetunion           | Wales                |                        |
| 1962 | Bulgarien               | Kolumbien             |                      |                        |
| 1966 | Nordkorea               | Portugal              |                      |                        |
| 1970 | El Salvador             | Israel                | Marokko              |                        |
| 1974 | Australien              | DDR                   | Haiti                | Zaire                  |
| 1978 | Iran                    | Tunesien              |                      |                        |
| 1982 | Algerien                | Honduras              | Kamerun              | Kuwait                 |
| 1982 | Neuseeland              |                       |                      |                        |
| 1986 | Dänemark                | Irak                  | Kanada               |                        |
| 1990 | Costa Rica              | Irland                | VA Emirate           |                        |
| 1994 | Griechenland            | Nigeria               | Russland             | Saudi-Arabien          |
| 1998 | Jamaika                 | Japan                 | Kroatien             | Südafrika              |
| 1998 | BR Jugoslawien          |                       |                      |                        |
| 2002 | China                   | Ecuador               | Senegal              | Slowenien              |
| 2006 | Angola                  | Elfenbeinküste        | Ghana                | Togo                   |
| 2006 | Trinidad und Tobago     | Ukraine               | Tschechien           | Serbien und Montenegro |
| 2010 | Slowakei                | Serbien               |                      |                        |
| 2014 | Bosnien und Herzegowina |                       |                      |                        |
| 2018 | Island                  | Panama                |                      |                        |
| 2022 | Katar *                 |                       |                      |                        |
| 2026 | Jordanien               | Usbekistan            |                      |                        |

1. 1 2 3 4  Serbien wird bei der FIFA als Nachfolger von folgenden drei Ländern gewertet: 1.) Jugoslawien (Debüt 1930), 2.) Bundesrepublik Jugoslawien oder Rest-Jugoslawien („Debüt“ 1998 unter dem Namen Jugoslawien) und 3.) Serbien und Montenegro (Name der Bundesrepublik Jugoslawien ab Februar 2003 bis zur Abspaltung von Montenegro, „Debüt“ 2006 unter dem Namen Serbien und Montenegro). Die Ergebnisse all dieser Mannschaften werden in der FIFA-Statistik Serbien zugeordnet. Als Debüt Serbiens gilt somit das Jahr 1930. Siehe dazu die Länderstatistik Serbiens bei der FIFA Unter eigenem Namen trat Serbien das erste Mal 2010 bei einer WM an.
2. 1 2  Der Deutsche Fußball-Bund DFB ist Gründungsmitglied der FIFA und repräsentiert von 1904 bis zum Zweiten Weltkrieg und seit 1990 Deutschland im internationalen Fußball. Die erste WM-Teilnahme erfolgte 1934. Nach dem Krieg wurde im westlichen Deutschland wieder ein DFB gegründet und unter dem vollständigen Staatsnamen „Bundesrepublik Deutschland“ in die FIFA aufgenommen, rechtzeitig vor der WM 1954, bei der die Bundesrepublik Deutschland Weltmeister wurde. Im östlichen Deutschland wurde der DFV gegründet und von der FIFA als Vertreter eines eigenen Staates aufgenommen (einzige Teilnahme an einer WM-Endrunde war 1974). Nach der deutschen Wiedervereinigung vereinigten sich auch die nationalen Fußballverbände und laufen seit 1994 wieder unter dem Namen „Deutschland“ bei der FIFA. 1990 war noch die „Bundesrepublik Deutschland“ Weltmeister geworden. Siehe dazu die Länderstatistik Deutschlands bei der FIFA
3. 1 2 3  Sowohl Tschechien („Debüt“ unter diesem Namen 2006) als auch die Slowakei („Debüt“ 2010 unter diesem Namen) galten bei der FIFA zunächst beide als Nachfolger der Tschechoslowakei (Debüt 1934). Dies führte dazu, dass die Ergebnisse der Tschechoslowakei sowohl Tschechien als auch der Slowakei zugerechnet wurden. Daher galt für beide Länder das Jahr 1934 als Debüt bei einer WM. Siehe dazu die Länderstatistik Länderstatistik Tschechiens bei der FIFA. Mittlerweile wird 2010 von der FIFA als Jahr der ersten Teilnahme der Slowakei betrachtet. Dennoch werden dabei die Statistiken slowakischer Spieler, die für die Tschechoslowakei aufgelaufen sind, der slowakischen Mannschaft zugeordnet. Siehe dazu die Länderstatistik der Slowakei bei der FIFA
4. ↑  Heute  Indonesien.
5. 1 2  Russland gilt bei der FIFA als Nachfolger der UdSSR. Die Ergebnisse der sowjetischen Mannschaft werden in der FIFA-Statistik Russland zugeordnet. Als Debüt Russlands gilt somit das Jahr 1958. Unter eigenem Namen trat Russland erstmals 1994 bei einer WM an. Siehe dazu die Länderstatistik Russlands bei der FIFA
6. ↑  Heute  Demokratische Republik Kongo.
7. ↑  Die Ukraine nahm als Teil der UdSSR an den Turnieren 1958 bis 1990 teil. Ukrainische Spieler waren in dieser Zeit wichtige Spieler der sowjetischen Nationalmannschaft, z. B. Oleh Blochin, der 1982 und 1986 an der WM teilnahm. 1994 spielten mit Sergei Juran, Juri Nikiforow, Wladislaw Ternawski und Ilja Zymbalar vier noch in der Ukraine geborene Spieler für Russland. Die Ergebnisse der UdSSR werden Russland zugerechnet, als erste WM-Teilnahme der Ukraine gilt 2006.

## Turniere im Überblick
| 1930   | Uruguay                    | Uruguay        | 4:2                 | Argentinien      | USA            | nicht ausgetragen 1 | Jugoslawien    |
| 1934   | Italien                    | Italien        | 2:1 n. V.           | Tschechoslowakei | Deutschland    | 3:2                 | Österreich     |
| 1938   | Frankreich                 | Italien        | 4:2                 | Ungarn           | Brasilien      | 4:2                 | Schweden       |
| 1950 2 | Brasilien                  | Uruguay        | 3Finalrunde 3       | Brasilien        | Schweden       | Finalrunde 3        | Spanien        |
| 1954   | Schweiz                    | BR Deutschland | 3:2                 | Ungarn           | Österreich     | 3:1                 | Uruguay        |
| 1958   | Schweden                   | Brasilien      | 5:2                 | Schweden         | Frankreich     | 6:3                 | BR Deutschland |
| 1962   | Chile                      | Brasilien      | 3:1                 | Tschechoslowakei | Chile          | 1:0                 | Jugoslawien    |
| 1966   | England                    | England        | 4:2 n. V.           | BR Deutschland   | Portugal       | 2:1                 | Sowjetunion    |
| 1970   | Mexiko                     | Brasilien      | 4:1                 | Italien          | BR Deutschland | 1:0                 | Uruguay        |
| 1974   | BR Deutschland             | BR Deutschland | 2:1                 | Niederlande      | Polen          | 1:0                 | Brasilien      |
| 1978   | Argentinien                | Argentinien    | 3:1 n. V.           | Niederlande      | Brasilien      | 2:1                 | Italien        |
| 1982   | Spanien                    | Italien        | 3:1                 | BR Deutschland   | Polen          | 3:2                 | Frankreich     |
| 1986   | 4 Mexiko 4                 | Argentinien    | 3:2                 | BR Deutschland   | Frankreich     | 4:2 n. V.           | Belgien        |
| 1990   | Italien                    | BR Deutschland | 1:0                 | Argentinien      | Italien        | 2:1                 | England        |
| 1994   | USA                        | Brasilien      | 0:0 n. V. 3:2 i. E. | Italien          | Schweden       | 4:0                 | Bulgarien      |
| 1998   | Frankreich                 | Frankreich     | 3:0                 | Brasilien        | Kroatien       | 2:1                 | Niederlande    |
| 2002   | Südkorea Japan             | Brasilien      | 2:0                 | Deutschland      | Türkei         | 3:2                 | Südkorea       |
| 2006   | Deutschland                | Italien        | 1:1 n. V. 5:3 i. E. | Frankreich       | Deutschland    | 3:1                 | Portugal       |
| 2010   | Südafrika                  | Spanien        | 1:0 n. V.           | Niederlande      | Deutschland    | 3:2                 | Uruguay        |
| 2014   | Brasilien                  | Deutschland    | 1:0 n. V.           | Argentinien      | Niederlande    | 3:0                 | Brasilien      |
| 2018   | Russland                   | Frankreich     | 4:2                 | Kroatien         | Belgien        | 2:0                 | England        |
| 2022   | Katar                      | Argentinien    | 3:3 n. V. 4:2 i. E. | Frankreich       | Kroatien       | 2:1                 | Marokko        |
| 2026   | Kanada Mexiko USA          |                |                     |                  |                |                     |                |
| 2030   | Spanien Portugal Marokko 5 |                |                     |                  |                |                     |                |
| 2034   | Saudi-Arabien              |                |                     |                  |                |                     |                |

## Ranglisten
| Rang                  | Land                           | Titel | Jahr(e)                      | 2. Platz | 3. Platz | 4. Platz |         | Finale       | Halbfinale |
| --------------------- | ------------------------------ | ----- | ---------------------------- | -------- | -------- | -------- | ------- | ------------ | ---------- |
| 1                     | Brasilien                      | 5     | 1958, 1962, 1970, 1994, 2002 | 2        | 2        | 2        | 6 (7 5) | 8 (11 6 7 8) |            |
| 2                     | Deutschland                    | 4     | 1954, 1974, 1990, 2014       | 4        | 4        | 1        | 8       | 12 (13 7)    |            |
| 3                     | Italien                        | 4     | 1934, 1938, 1982, 2006       | 2        | 1        | 1        | 6       | 7 (8 8)      |            |
| 4                     | Argentinien                    | 3     | 1978, 1986, 2022             | 3        |          |          | 6       | 5 (6 8)      |            |
| 5                     | Frankreich                     | 2     | 1998, 2018                   | 2        | 2        | 1        | 4       | 7            |            |
| 6                     | Uruguay                        | 2     | 1930, 1950                   |          |          | 3        | 1 (2 5) | 4 (5 6)      |            |
| 7                     | England                        | 1     | 1966                         |          |          | 2        | 1       | 3            |            |
| 8                     | Spanien                        | 1     | 2010                         |          |          | 1        | 1       | 1 (2 6)      |            |
| 9                     | Niederlande                    |       |                              | 3        | 1        | 1        | 3       | 3 (5 7 8)    |            |
| 10                    | Tschechoslowakei Tschechien 10 |       |                              | 2        |          |          | 2       | 2            |            |
| 10                    | Ungarn                         |       |                              | 2        |          |          | 2       | 2            |            |
| 12                    | Schweden                       |       |                              | 1        | 2        | 1        | 1       | 3 (4 6)      |            |
| 13                    | Kroatien                       |       |                              | 1        | 2        |          | 1       | 3            |            |
| 14                    | Polen                          |       |                              |          | 2        |          |         | 1 (2 7)      |            |
| 15                    | Belgien                        |       |                              |          | 1        | 1        |         | 2            |            |
| 15                    | Österreich                     |       |                              |          | 1        | 1        |         | 2            |            |
| 15                    | Portugal                       |       |                              |          | 1        | 1        |         | 2            |            |
| 18                    | Chile                          |       |                              |          | 1        |          |         | 1            |            |
| 18                    | Türkei                         |       |                              |          | 1        |          |         | 1            |            |
| 18                    | USA                            |       |                              |          | 9 1 9    |          |         | 1            |            |
| 21                    | Jugoslawien Serbien 11         |       |                              |          |          | 9 2 9    |         | 2            |            |
| 22                    | Bulgarien                      |       |                              |          |          | 1        |         | 1            |            |
| 22                    | Marokko                        |       |                              |          |          | 1        |         | 1            |            |
| 22                    | Sowjetunion Russland 12        |       |                              |          |          | 1        |         | 1            |            |
| 22                    | Südkorea                       |       |                              |          |          | 1        |         | 1            |            |
| Jeweilige Rekordmarke |                                |       |                              |          |          |          |         |              |            |

Seit einigen Jahren wird die Anzahl der bisher erworbenen Weltmeistertitel durch Sterne dargestellt, die meist oberhalb der Logos des Fußballverbands auf dem Trikot der Nationalmannschaften angebracht sind. Als erste Mannschaft trug Brasilien 1971 drei Sterne, heute sind es fünf (siehe auch Meisterstern).
| Rang | Konföderation | Titel | 2. | 3. | 4. |
| ---- | ------------- | ----- | -- | -- | -- |
| 1    | UEFA          | 12    | 17 | 18 | 15 |
| 2    | CONMEBOL      | 10    | 05 | 03 | 05 |
| 3    | CONCACAF      |       |    | 01 |    |
| 4    | AFC           |       |    |    | 01 |
|      | CAF           |       |    |    | 01 |
| 6    | OFC           |       |    |    |    |

## Rekordspieler

### Mehr als ein WM-Titel
Aufgeführt sind Spieler, die mehr als einen Titel gewannen.

Bei fett gedruckten Turnieren stand der Spieler im Finale auf dem Platz.

Bei kursiv gedruckten Turnieren stand der Spieler im Kader, kam aber nicht zum Einsatz.
Bei den Trainern wurde lediglich der Italiener Vittorio Pozzo (1934 und 1938) mehrmals Weltmeister (siehe Liste der Fußball-Weltmeistertrainer).
| Anzahl             | Spieler    | Turniere         |
| ------------------ | ---------- | ---------------- |
| 3                  | Pelé       | 1958, 1962, 1970 |
| 2                  |            |                  |
| Hilderaldo Bellini | 1958, 1962 |                  |
| Cafu               | 1994, 2002 |                  |
| Carlos Castilho    | 1958, 1962 |                  |
| Didi               | 1958, 1962 |                  |
| Giovanni Ferrari   | 1934, 1938 |                  |
| Garrincha          | 1958, 1962 |                  |
| Gilmar             | 1958, 1962 |                  |
| Guido Masetti      | 1934, 1938 |                  |
| Giuseppe Meazza    | 1934, 1938 |                  |
| Eraldo Monzeglio   | 1934, 1938 |                  |
| Daniel Passarella  | 1978, 1986 |                  |
| Pepe               | 1958, 1962 |                  |
| Mauro Ramos        | 1958, 1962 |                  |
| Ronaldo            | 1994, 2002 |                  |
| Djalma Santos      | 1958, 1962 |                  |
| Nílton Santos      | 1958, 1962 |                  |
| Vavá               | 1958, 1962 |                  |
| Mário Zagallo      | 1958, 1962 |                  |
| Zito               | 1958, 1962 |                  |
| Zózimo             | 1958, 1962 |                  |

### Die meisten WM-Endrundenteilnahmen
In fett markierten Jahren wurden die Spieler mit ihren Teams Weltmeister. Bei gleicher Anzahl an Teilnahmen richtet sich die Reihenfolge nach dem Jahr, in dem die letzte Teilnahme stattfand.
Die Jahreszahlen von Turnieren ohne Spieleinsatz sind kursiv dargestellt.
| Rang | Spieler                 | Teilnahmen (mit Einsatz) | Turniere                     |
| ---- | ----------------------- | ------------------------ | ---------------------------- |
| 1    | Antonio Carbajal        | 5 (5)                    | 1950, 1954, 1958, 1962, 1966 |
|      | Lothar Matthäus         |                          | 1982, 1986, 1990, 1994, 1998 |
|      | Rafael Márquez          |                          | 2002, 2006, 2010, 2014, 2018 |
|      | Lionel Messi            |                          | 2006, 2010, 2014, 2018, 2022 |
|      | Cristiano Ronaldo       |                          | 2006, 2010, 2014, 2018, 2022 |
|      | Andrés Guardado         |                          | 2006, 2010, 2014, 2018, 2022 |
| 7    | Gianluigi Buffon        | 5 (4)                    | 1998, 2002, 2006, 2010, 2014 |
| 8    | Guillermo Ochoa         | 5 (3)                    | 2006, 2010, 2014, 2018, 2022 |
| 9    | Djalma Santos           | 4 (4)                    | 1954, 1958, 1962, 1966       |
|      | Pelé                    |                          | 1958, 1962, 1966, 1970       |
|      | Karl-Heinz Schnellinger |                          | 1958, 1962, 1966, 1970       |
|      | Uwe Seeler              |                          | 1958, 1962, 1966, 1970       |
|      | Gianni Rivera           |                          | 1962, 1966, 1970, 1974       |
|      | Pedro Rocha             |                          | 1962, 1966, 1970, 1974       |
|      | Władysław Żmuda         |                          | 1974, 1978, 1982, 1986       |
|      | Diego Maradona          |                          | 1982, 1986, 1990, 1994       |
|      | Giuseppe Bergomi        |                          | 1982, 1986, 1990, 1998       |
|      | Enzo Scifo              |                          | 1986, 1990, 1994, 1998       |
|      | Franky Van der Elst     |                          | 1986, 1990, 1994, 1998       |
|      | Andoni Zubizarreta      |                          | 1986, 1990, 1994, 1998       |
|      | Paolo Maldini           |                          | 1990, 1994, 1998, 2002       |
|      | Cafu                    |                          | 1994, 1998, 2002, 2006       |
|      | Ronaldo                 |                          | 1994, 1998, 2002, 2006       |
|      | Fabio Cannavaro         |                          | 1998, 2002, 2006, 2010       |
|      | Denis Caniza            |                          | 1998, 2002, 2006, 2010       |
|      | Thierry Henry           |                          | 1998, 2002, 2006, 2010       |
|      | Rigobert Song           |                          | 1994, 1998, 2002, 2010       |
|      | DaMarcus Beasley        |                          | 2002, 2006, 2010, 2014       |
|      | Iker Casillas           |                          | 2002, 2006, 2010, 2014       |
|      | Samuel Eto’o            |                          | 1998, 2002, 2010, 2014       |
|      | Miroslav Klose          |                          | 2002, 2006, 2010, 2014       |
|      | Xavi                    |                          | 2002, 2006, 2010, 2014       |
|      | Valon Behrami           |                          | 2006, 2010, 2014, 2018       |
|      | Andrés Iniesta          |                          | 2006, 2010, 2014, 2018       |
|      | Javier Mascherano       |                          | 2006, 2010, 2014, 2018       |
|      | Sergio Ramos            |                          | 2006, 2010, 2014, 2018       |
|      | Tim Cahill              |                          | 2006, 2010, 2014, 2018       |
|      | Ángel Di María          |                          | 2010, 2014, 2018, 2022       |
|      | Héctor Moreno           |                          | 2010, 2014, 2018, 2022       |
|      | Hugo Lloris             |                          | 2010, 2014, 2018, 2022       |
|      | Luka Modrić             |                          | 2006, 2014, 2018, 2022       |
|      | Manuel Neuer            |                          | 2010, 2014, 2018, 2022       |
|      | Thomas Müller           |                          | 2010, 2014, 2018, 2022       |
|      | Yūto Nagatomo           |                          | 2010, 2014, 2018, 2022       |
|      | Sergio Busquets         |                          | 2010, 2014, 2018, 2022       |
|      | Xherdan Shaqiri         |                          | 2010, 2014, 2018, 2022       |
|      | Martín Cáceres          |                          | 2010, 2014, 2018, 2022       |
|      | Diego Godín             |                          | 2010, 2014, 2018, 2022       |
|      | Luis Suárez             |                          | 2010, 2014, 2018, 2022       |
|      | Edinson Cavani          |                          | 2010, 2014, 2018, 2022       |

### Die meisten WM-Endrundeneinsätze
Diese Tabelle listet alle Spieler mit mindestens 20 WM-Endrundeneinsätzen auf. Dabei ist es unerheblich, wie lange ein Spieler jeweils im Spiel mitgewirkt hat. In fett markierten Jahren wurden die Spieler mit ihren Teams Weltmeister. Bei gleicher Anzahl an Spielen ist die Reihenfolge alphabetisch.
| Rang | Spieler                | Spiele | Turniere (Spiele)                                |
| ---- | ---------------------- | ------ | ------------------------------------------------ |
| 1    | Lionel Messi           | 26     | 2006 (3), 2010 (5), 2014 (7), 2018 (4), 2022 (7) |
| 2    | Lothar Matthäus        | 25     | 1982 (2), 1986 (7), 1990 (7), 1994 (5), 1998 (4) |
| 3    | Miroslav Klose         | 24     | 2002 (7), 2006 (7), 2010 (5), 2014 (5)           |
| 4    | Paolo Maldini          | 23     | 1990 (7), 1994 (7), 1998 (5), 2002 (4)           |
| 5    | Cristiano Ronaldo      | 22     | 2006 (6), 2010 (4), 2014 (3), 2018 (4), 2022 (5) |
| 6    | Diego Maradona         | 21     | 1982 (5), 1986 (7), 1990 (7), 1994 (2)           |
|      | Uwe Seeler             | 21     | 1958 (5), 1962 (4), 1966 (6), 1970 (6)           |
|      | Władysław Żmuda        | 21     | 1974 (7), 1978 (6), 1982 (7), 1986 (1)           |
| 9    | Cafu                   | 20     | 1994 (3), 1998 (6), 2002 (7), 2006 (4)           |
|      | Philipp Lahm           | 20     | 2006 (7), 2010 (6), 2014 (7)                     |
|      | Grzegorz Lato          | 20     | 1974 (7), 1978 (6), 1982 (7)                     |
|      | Hugo Lloris            | 20     | 2010 (3), 2014 (5), 2018 (6), 2022 (6)           |
|      | Javier Mascherano      | 20     | 2006 (5), 2010 (4), 2014 (7), 2018 (4)           |
|      | Bastian Schweinsteiger | 20     | 2006 (7), 2010 (7), 2014 (6)                     |

### Die meisten WM-Endrundentore

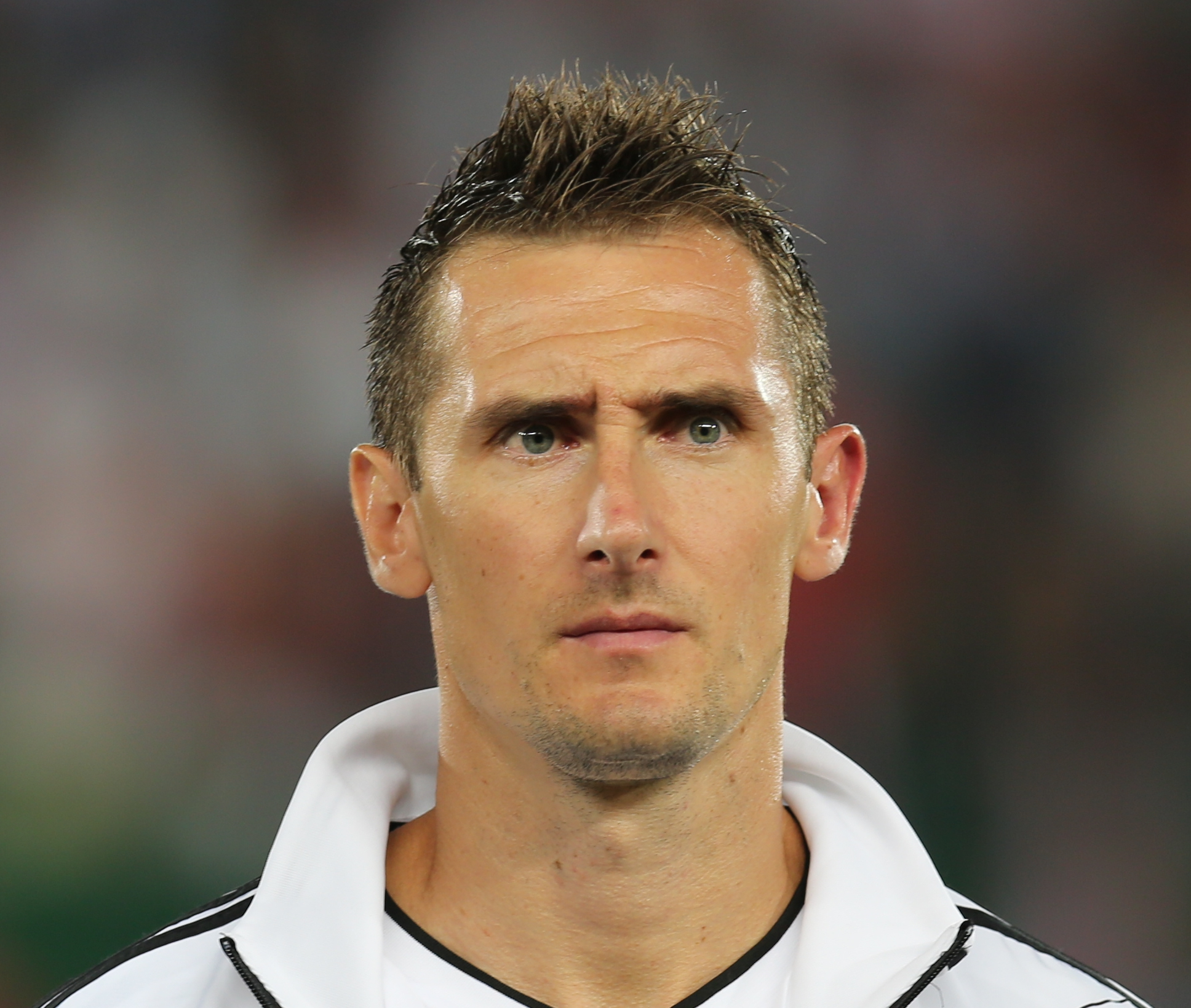
Miroslav Klose, der Spieler mit den meisten WM-Toren (2012)

Diese Tabelle listet alle Spieler mit mindestens zehn WM-Endrundentoren auf. Im jeweils fett markierten Jahr wurden die Spieler mit ihren jeweiligen Teams Weltmeister, in unterstrichenen Jahren waren die Spieler Torschützenkönig.
Cristiano Ronaldo erzielte lediglich acht Tore, traf aber als einziger Spieler bei fünf Weltmeisterschaften.
| Rang | Spieler           | Tore | Turniere (Tore)                        |
| ---- | ----------------- | ---- | -------------------------------------- |
| 1    | Miroslav Klose    | 16   | 2002 (5), 2006 (5), 2010 (4), 2014 (2) |
| 2    | Ronaldo           | 15   | 1998 (4), 2002 (8), 2006 (3)           |
| 3    | Gerd Müller       | 14   | 1970 (10), 1974 (4)                    |
| 4    | Just Fontaine     | 13   | 1958 (13)                              |
|      | Lionel Messi      |      | 2006 (1), 2014 (4), 2018 (1), 2022 (7) |
| 6    | Pelé              | 12   | 1958 (6), 1962 (1), 1966 (1), 1970 (4) |
|      | Kylian Mbappé     |      | 2018 (4), 2022 (8)                     |
| 8    | Sándor Kocsis     | 11   | 1954 (11)                              |
|      | Jürgen Klinsmann  |      | 1990 (3), 1994 (5), 1998 (3)           |
| 10   | Helmut Rahn       | 10   | 1954 (4), 1958 (6)                     |
|      | Teófilo Cubillas  |      | 1970 (5), 1978 (5)                     |
|      | Grzegorz Lato     |      | 1974 (7), 1978 (2), 1982 (1)           |
|      | Gary Lineker      |      | 1986 (6), 1990 (4)                     |
|      | Gabriel Batistuta |      | 1994 (4), 1998 (5), 2002 (1)           |
|      | Thomas Müller     |      | 2010 (5), 2014 (5)                     |

### Die meisten Tore bei einer WM-Endrunde
Im jeweils fett markierten Jahr wurden die Spieler mit ihren jeweiligen Teams Weltmeister, in unterstrichenen Jahren waren die Spieler Torschützenkönig.
| Rang | Spieler           | Tore | Turnier |
| ---- | ----------------- | ---- | ------- |
| 1    | Just Fontaine     | 13   | 1958    |
| 2    | Sándor Kocsis     | 11   | 1954    |
| 3    | Gerd Müller       | 10   | 1970    |
| 4    | Ademir            | 9    | 1950    |
|      | Eusébio           |      | 1966    |
| 6    | Kylian Mbappé     | 8    | 2022    |
|      | Ronaldo           |      | 2002    |
| 8    | Jairzinho         | 7    | 1970    |
|      | Grzegorz Lato     |      | 1974    |
|      | Leônidas          |      | 1938    |
|      | Lionel Messi      |      | 2022    |
|      | Guillermo Stábile |      | 1930    |

## Auszeichnungen

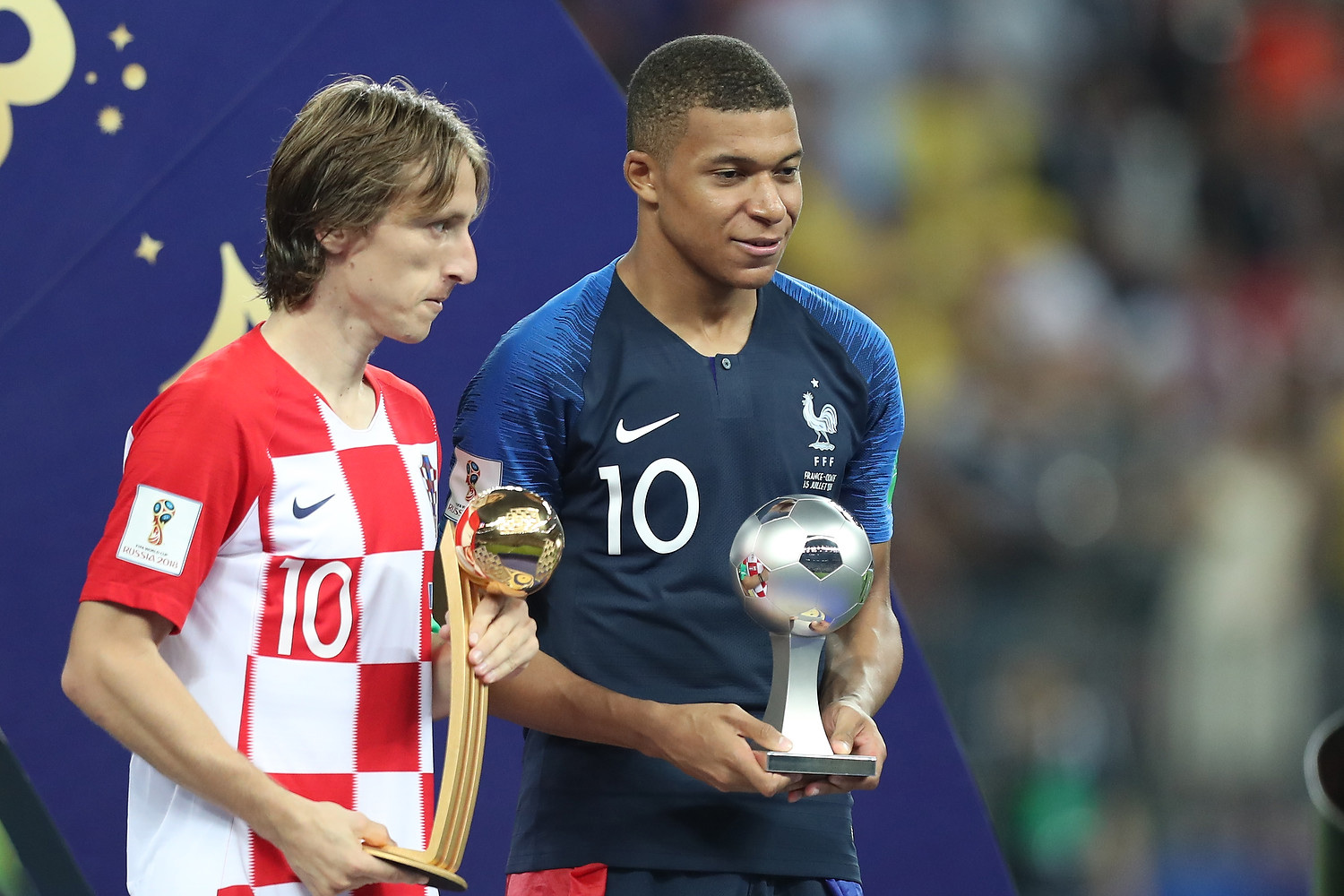
Bei der Fußball-WM 2018 erhielt Luka Modrić (links) den Goldenen Ball als bester Spieler des Turniers und Kylian Mbappé den Pokal als „Bester junger Spieler“

Am Ende einer jeden Fußball-Weltmeisterschaft werden mehrere Auszeichnungen an die besten Spieler und das fairste Team verliehen. Bis zur WM 1966 wurden keine offiziellen Auszeichnungen vergeben. Derzeit gibt es fünf verschiedene Auszeichnungen:
- FIFA Fairplay Award für das fairste Team
- Goldener Schuh für den erfolgreichsten Torschützen

- Goldener Ball für den besten Spieler
- Goldener Handschuh (bis 2006 Lev-Yashin-Preis) für den besten Torhüter[20]
- „Bester junger Spieler“ für den besten Spieler unter 21 Jahren[C 1]

Ein nominierter Spieler darf nicht älter als 21 Jahre sein und muss seine erste Weltmeisterschaft bestreiten. Bewertungskriterien der dafür zuständigen Technischen Studien-Gruppe der FIFA sind technische Fertigkeiten, aber auch Fairplay. Die vergebene Trophäe ist ein 30 cm hoher und 4,2 kg schwerer Pokal aus einer Kupfer-Zink-Legierung.
Außerdem erhält der Sieger das FIFA Champions Badge. Das Abzeichen darf vier Jahre lang nach dem Sieg der Weltmeisterschaft getragen werden. Das Badge wurde für die Männer im September 2008 und für die Frauen im April 2009 eingeführt. Das Badge zeigt die Trophäe und wird im Rahmen durch den Schriftzug „FIFA World Champions“ ergänzt. Auf einem zweiten Abzeichen werden der Name des gewinnenden Landes und das Jahr des Sieges abgebildet.
| Jahr | FIFA Fair Play Award | Goldener Schuh (Tore)                     | Goldener Ball       | Goldener Handschuh (bis 2006 Lev-Yashin-Preis) | Bester junger Spieler |
| ---- | -------------------- | ----------------------------------------- | ------------------- | ---------------------------------------------- | --------------------- |
| 1970 | Peru                 | nicht vergeben                            | nicht vergeben      | nicht vergeben                                 | nicht vergeben        |
| 1974 | BR Deutschland       | nicht vergeben                            | nicht vergeben      | nicht vergeben                                 | nicht vergeben        |
| 1978 | Argentinien          | Mario Kempes (6)                          | nicht vergeben      | nicht vergeben                                 | nicht vergeben        |
| 1982 | Brasilien            | Paolo Rossi (6)                           | Paolo Rossi         | nicht vergeben                                 | nicht vergeben        |
| 1986 | Brasilien            | Gary Lineker (6)                          | Diego Maradona      | nicht vergeben                                 | nicht vergeben        |
| 1990 | England              | Salvatore Schillaci (6)                   | Salvatore Schillaci | nicht vergeben                                 | nicht vergeben        |
| 1994 | Brasilien            | Oleg Salenko / Christo Stoitschkow (je 6) | Romário             | Michel Preud’homme                             | nicht vergeben        |
| 1998 | England/ Frankreich  | Davor Šuker (6)                           | Ronaldo             | Fabien Barthez                                 | nicht vergeben        |
| 2002 | Belgien              | Ronaldo (8)                               | Oliver Kahn         | Oliver Kahn                                    | nicht vergeben        |
| 2006 | Brasilien/ Spanien   | Miroslav Klose (5)                        | Zinédine Zidane     | Gianluigi Buffon                               | Lukas Podolski        |
| 2010 | Spanien              | Thomas Müller (5)                         | Diego Forlán        | Iker Casillas                                  | Thomas Müller         |
| 2014 | Kolumbien            | James Rodríguez (6)                       | Lionel Messi        | Manuel Neuer                                   | Paul Pogba            |
| 2018 | Spanien              | Harry Kane (6)                            | Luka Modrić         | Thibaut Courtois                               | Kylian Mbappé         |
| 2022 | England              | Kylian Mbappé (8)                         | Lionel Messi        | Emiliano Martínez                              | Enzo Fernández        |

1. ↑  2006 von Gillette gesponserte Auszeichnung.
2. ↑  Rangfolge wurde aufgrund der Anzahl an Torvorlagen/Spielminuten bestimmt. Neben Müller hatten auch David Villa (Spanien), Wesley Sneijder (Niederlande) sowie Diego Forlán (Uruguay) fünf Treffer erzielt.

 Darüber hinaus werden per Internet-Abstimmung gewählt:
- Die unterhaltsamste Mannschaft
- Man of the Match für den besten Spieler jeder Endrundenpartie

| Jahr | Unterhaltsamste Mannschaft | Man of the Match (Finale) |
| ---- | -------------------------- | ------------------------- |
| 1994 | Brasilien                  | nicht vergeben            |
| 1998 | Frankreich                 | nicht vergeben            |
| 2002 | Südkorea                   | nicht vergeben            |
| 2006 | Portugal                   | Andrea Pirlo              |
| 2010 | —1                         | Andrés Iniesta            |
| 2014 | —                          | Mario Götze               |
| 2018 | —                          | Antoine Griezmann         |
| 2022 | —                          | Lionel Messi              |

1 Für 2010 wurde von der FIFA ebenfalls eine Internetabstimmung gestartet, in der Deutschland vor Uruguay führte, die aber nicht offiziell beendet und ausgewertet wurde.
 Bester Junger Spieler 1958 bis 2002
Nachträglich ermittelte die FIFA, per Internet-Abstimmung, auch den Besten Jungen Spieler für die Weltmeisterschaften 1958 bis 2002.
| Turnier                 | Bester Junger Spieler |
| ----------------------- | --------------------- |
| 1958 Schweden           | Pelé                  |
| 1962 Chile              | Flórián Albert        |
| 1966 England            | Franz Beckenbauer     |
| 1970 Mexico             | Teófilo Cubillas      |
| 1974 Deutschland        | Władysław Żmuda       |
| 1978 Argentinien        | Antonio Cabrini       |
| 1982 Spanien            | Manuel Amoros         |
| 1986 Mexico             | Enzo Scifo            |
| 1990 Italien            | Robert Prosinečki     |
| 1994 USA                | Marc Overmars         |
| 1998 Frankreich         | Michael Owen          |
| 2002 Japan und Südkorea | Landon Donovan        |

## Varia
| Turnier                                                    | Orte | Stadien | Meldungen 10 | Teams | Spiele |     | ø    | Zuschauer | Zuschauer ø |     | ø    |    | ø    |    | ø    |
| ---------------------------------------------------------- | ---- | ------- | ------------ | ----- | ------ | --- | ---- | --------- | ----------- | --- | ---- | -- | ---- | -- | ---- |
| 1930                                                       | 01   | 03      | 013          | 13    | 18     | 070 | 3,89 | .0590.549 | 32.808      | –   | –    | –  | –    | 01 | 0,05 |
| 1934                                                       | 08   | 08      | 032          | 16    | 17     | 070 | 4,12 | .0363.000 | 21.353      | –   | –    | –  | –    | 01 | 0,06 |
| 1938                                                       | 10   | 10      | 036          | 15    | 18     | 084 | 4,67 | .0375.700 | 20.872      | –   | –    | –  | –    | 04 | 0,22 |
| 1950                                                       | 06   | 06      | 034          | 13    | 22     | 088 | 4,00 | 1.045.246 | 47.511      | –   | –    | –  | –    | 0  | 0,00 |
| 1954                                                       | 06   | 06      | 038          | 16    | 26     | 140 | 5,38 | .0768.607 | 29.562      | –   | –    | –  | –    | 03 | 0,11 |
| 1958                                                       | 12   | 12      | 052          | 16    | 35     | 126 | 3,60 | .0819.810 | 23.423      | –   | –    | –  | –    | 03 | 0,09 |
| 1962                                                       | 04   | 04      | 054          | 16    | 32     | 089 | 2,78 | .0893.172 | 27.912      | –   | –    | –  | –    | 06 | 0,18 |
| 1966                                                       | 07   | 08      | 071          | 16    | 32     | 089 | 2,78 | 1.563.135 | 48.848      | –   | –    | –  | –    | 05 | 0,16 |
| 1970                                                       | 05   | 05      | 071          | 16    | 32     | 095 | 2,97 | 1.603.975 | 50.124      | 033 | 1,03 | –  | –    | 0  | 0,00 |
| 1974                                                       | 09   | 09      | 099          | 16    | 38     | 097 | 2,55 | 1.865.753 | 49.099      | 087 | 2,29 | –  | –    | 05 | 0,13 |
| 1978                                                       | 05   | 06      | 106          | 16    | 38     | 102 | 2,68 | 1.545.791 | 40.679      | 058 | 1,53 | –  | –    | 03 | 0,08 |
| 1982                                                       | 14   | 17      | 107          | 24    | 52     | 146 | 2,81 | 2.109.723 | 40.572      | 098 | 1,88 | –  | –    | 05 | 0,10 |
| 1986                                                       | 09   | 12      | 121          | 24    | 52     | 132 | 2,54 | 2.394.031 | 46.039      | 133 | 2,55 | –  | –    | 08 | 0,15 |
| 1990                                                       | 12   | 12      | 112          | 24    | 52     | 115 | 2,21 | 2.516.215 | 48.389      | 163 | 3,75 | –  | –    | 16 | 0,31 |
| 1994                                                       | 09   | 09      | 143          | 24    | 52     | 141 | 2,71 | 3.587.538 | 68.991      | 228 | 4,38 | 07 | 0,13 | 08 | 0,15 |
| 1998                                                       | 10   | 10      | 166          | 32    | 64     | 171 | 2,67 | 2.785.100 | 43.517      | 250 | 3,91 | 04 | 0,06 | 18 | 0,28 |
| 2002                                                       | 20   | 20      | 198          | 32    | 64     | 161 | 2,52 | 2.705.197 | 42.269      | 266 | 4,16 | 06 | 0,09 | 11 | 0,17 |
| 2006                                                       | 12   | 12      | 198          | 32    | 64     | 147 | 2,30 | 3.359.439 | 52.491      | 326 | 5,09 | 19 | 0,30 | 09 | 0,14 |
| 2010                                                       | 09   | 10      | 205          | 32    | 64     | 145 | 2,27 | 3.178.856 | 49.670      | 245 | 3,83 | 08 | 0,13 | 09 | 0,14 |
| 2014                                                       | 12   | 12      | 204          | 32    | 64     | 171 | 2,67 | 3.429.873 | 53.592      | 181 | 2,83 | 03 | 0,05 | 07 | 0,11 |
| 2018                                                       | 11   | 12      | 11211 11     | 32    | 64     | 169 | 2,64 | 3.031.768 | 47.371      | 219 | 3,42 | 02 | 0,03 | 02 | 0,03 |
| 2022                                                       | 05   | 8       | 209          | 32    | 64     | 172 | 2,69 | 3.404.252 | 53.191      | 224 | 3,50 | 03 | 0,05 | 02 | 0,03 |
| 2026                                                       | 16   | 16      | 211          | 48    | 104    |     |      |           |             |     |      |    |      |    |      |
| Höchster Wert/niedrigster Wert in der jeweiligen Kategorie |      |         |              |       |        |     |      |           |             |     |      |    |      |    |      |

## Dopingfälle
Folgende Fußballer wurden bisher im Rahmen von Fußballweltmeisterschaften des Dopings überführt:
- 1974:  Ernst Jean-Joseph (Asthmamittel)
- 1978:  Willie Johnston (Fencamfamin)
- 1986:  Ramón Calderé (Ephedrin; späterer Freispruch, weil Einnahme des Mittels durch Salmonellen-Infektion begründet war)
- 1994:  Diego Maradona (Ephedrin)

Berichte und Studien weisen darüber hinaus auf Doping in einigen Turnieren hin, siehe Doping im Fußball. 

## Kritik
Es gab immer wieder Kritik an den Turnieren der Weltmeisterschaft, insbesondere was deren Vergabe und Vorbereitung betrifft. Im Oktober 2022 erschien z. B. dazu das Buch Um jeden Preis – Die wahre Geschichte des modernen Fußballs von 1992 bis heute des deutschen Sportjournalisten Christoph Biermann. Laut ORF schreibt er darin vom „moralischen Verfall im modernen Fußball und vom Spannungsfeld zwischen dessen Kommerzialisierung und sportlichem Fortschritt.“ So seien in den 1980ern durch Hooliganismus Menschen in den Fußballstadien gestorben. Geldflüsse, insbesondere Korruption, ermöglichten die WM-Vergabe an Länder wie Russland und Katar, d. h. Nationen mit zweifelhafter Menschenrechtssituation. In Katar (WM 2022) mangele es zudem in den Bereichen Arbeitsschutz und Arbeitsrecht für Beschäftigte, etwa die Arbeiter auf den Baustellen der Fußballarenen (siehe dazu hier).